# Bruno De Hesselle
Bruno De Hesselle (Anversa, 9 settembre 1941) è un pallanuotista belga, che ha disputato le Olimpiadi di Roma 1960 e di Tokyo 1964, gareggiando nel torneo di pallanuoto.